# Nectria carneorosea
Nectria carneorosea är en svampart som beskrevs av Rehm 1882. Nectria carneorosea ingår i släktet Nectria och familjen Nectriaceae.  Arten är reproducerande i Sverige. Inga underarter finns listade i Catalogue of Life.